# Allô maman, c'est Noël
Série
Allô maman, c'est encore moi
(1990)
Pour plus de détails, voir Fiche technique et Distribution.
Allô maman, c'est Noël ou De quoi j'me mêle maintenant au Québec (Look Who's Talking Now) est un film de Noël américain de Tom Ropelewski sorti en 1993.
Après que ce soit les bébés qui raconte le film de leur point de vue, ce sera autour de deux chiens.
C'est la suite des films Allô maman, ici bébé (Look Who's Talking) (1989) et Allô maman, c'est encore moi (Look Who's Talking Too) (1990).

## Synopsis
Les deux enfants de la famille Ubriacco ont grandi et parlent normalement, suffisamment pour réclamer un chien pour Noël. Ils en auront deux : Rocks, un corniaud sauvé de la fourrière et Daphné, une caniche raffinée appartenant à Samantha, l'entreprenante patronne de James. Opposés en tout, Rocks et Daphné nous livrent leurs commentaires à chaud.

## Fiche technique
- Titre original : Look Who's Talking Now
- Titre français : Allô maman, c'est Noël
- Titre québécois : De quoi j'me mêle maintenant
- Réalisation : Tom Ropelewski
- Scénario : Tom Ropelewski, Leslie Dixon, Amy Heckerling
- Production : Jonathan D. Krane (en), Leslie Dixon
- Musique : William Ross
- Directeur de la photographie : Oliver Stapleton
- Activités sociétés :  Columbia TriStar Films
- Pays d'origine :  États-Unis
- Langue : anglais
- Genre : comédie
- Durée : 96 minutes
- Dates de sortie : 
  - États-Unis : 5 novembre 1993
  - France : 8 décembre 1993
  - Royaume-Uni : 27 mai 1994

## Distribution
- John Travolta (VF : Daniel Russo ; VQ : Jean-Luc Montminy) : James Ubriacco
- Kirstie Alley (VF : Marie Vincent ; VQ : Claudine Chatel) : Mollie Ubriacco
- David Gallagher (VQ : Martin Pensa) : Mikey Ubriacco
- Tabitha Lupien (en) (VQ : Kim Jalabert) : Julie Ubriacco
- Lysette Anthony (VF : Anne Rondeleux ; VQ : Nathalie Coupal) : Samantha D'Boone
- Olympia Dukakis (VF : Nathalie Nerval ; VQ : Louise Turcot) : Rosie Jensen
- Danny DeVito (VF : François Jérosme ; VQ : Bernard Fortin) : Rocks (voix) (Cadeaux en VQ)
- Diane Keaton (VF : Julie Bataille ; VQ : Anne Dorval) : Daphné (voix)
- George Segal (VQ : Jean-Marie Moncelet) : Albert
- John Stocker (en) : Sol
- Elizabeth Leslie : Ruthie
- Charles Barkley : lui-même

## Box-office
| Pays ou région | Box-office   | Date d'arrêt du box-office | Nombre de semaines |
| -------------- | ------------ | -------------------------- | ------------------ |
| États-Unis     | 10 340 263 $ | 21 novembre 1993           | 3                  |